# Zanclognatha protumnusalis
Zanclognatha protumnusalis là một loài bướm đêm thuộc họ Noctuidae. Nó được tìm thấy ở miền nam Canada tới Florida và Texas.
Sải cánh dài khoảng 25 mm. Con trưởng thành bay từ tháng 7 đến tháng 9. There is one generation in the north. There là một partial second generation in New Jersey và two hoặc more broods in the south. 
Ấu trùng được tìm thấy trên cây tuyết tùng trắng Đại Tây Dương, balsam fir, black spruce, jack pine và vân sam trắng. Chúng có thể ăn địa y, algae và detritus trên cây.